# Episodi di Nicky, Ricky, Dicky & Dawn (terza stagione)
La terza stagione della serie televisiva Nicky, Ricky, Dicky & Dawn è andata in onda negli Stati Uniti d'America dal 7 gennaio al 5 agosto 2017.
In Italia la terza stagione è stata trasmessa in prima tv assoluta su Nickelodeon dal 10 aprile al 5 ottobre 2017,  in chiaro è stata trasmessa in prima tv su Super! dal 7 maggio 2018.
| nº | Titolo originale                      | Titolo italiano                         | Prima TV USA     | Prima TV Italia   |
| -- | ------------------------------------- | --------------------------------------- | ---------------- | ----------------- |
| 17 | Quad with a Blog                      | Pessime recensioni                      | 7 gennaio 2017   | 10 aprile 2017    |
| 2  | Odd Quad Out                          | Quattro nuovi gemelli                   | 14 gennaio 2017  | 11 aprile 2017    |
| 13 | Keeping Up with the Quadashians       | Un reality casalingo                    | 21 gennaio 2017  | 12 aprile 2017    |
| 1  | The Great Mullet Caper                | Il sogno di una vita                    | 28 gennaio 2017  | 13 aprile 2017    |
| 3  | Quadsled                              | Bob a quattro... gemelli                | 4 febbraio 2017  | 14 aprile 2017    |
| 10 | Ye Olde Hand Holde                    | L'amore con la A maiuscola              | 11 febbraio 2017 | 17 aprile 2017    |
| 15 | What's the Worst That Quad Happen?    | Il premio della nonna                   | 18 marzo 2017    | 18 aprile 2017    |
| 6  | To Be Invited or Not to Be            | Il test dell'amicizia                   | 25 marzo 2017    | 17 luglio 2017    |
| 11 | Ele-Funk in the Room                  | Il concerto degli Ele-Funk              | 8 aprile 2017    | 18 luglio 2017    |
| 12 | Tween Wolf                            | Spaventose trasformazioni               | 15 aprile 2017   | 19 luglio 2017    |
| 7  | This Little Piggy Went to the Harpers | Le bugie hanno le gambe corte e rosa    | 22 aprile 2017   | 20 luglio 2017    |
| 9  | I Want My Mae B. Back                 | Rivoglio la mia amica Mae               | 29 aprile 2017   | 19 settembre 2017 |
| 16 | The Buffa-Lowdown                     | Il notiziario della scuola              | 6 maggio 2017    | 20 settembre 2017 |
| 14 | The Quadshank Redemption              | Al di là delle apparenze                | 13 maggio 2017   | 21 settembre 2017 |
| 8  | Not-So-Sweet Charity                  | Dawn-ietta e Joy-meo                    | 20 maggio 2017   | 22 settembre 2017 |
| 18 | One Quadzy Summer                     | L'estate più bella di sempre            | 3 giugno 2017    | 25 settembre 2017 |
| 21 | Quad for Teacher                      | Gemelli alla ricerca di un insegnante   | 10 giugno 2017   | 26 settembre 2017 |
| 23 | Quadpendence Day                      | Il giorno della Gemellindipendenza      | 17 giugno 2017   | 27 settembre 2017 |
| 22 | Cementing the Quads' Legacy           | Lo scherzo di fine anno                 | 8 luglio 2017    | 28 settembre 2017 |
| 24 | QUADGOALS                             | #Unicigemelli                           | 15 luglio 2017   | 29 settembre 2017 |
| 4  | A Space Quadyssey                     | Spazio per quattro                      | 22 luglio 2017   | 2 ottobre 2017    |
| 5  | YOCO                                  | Yoco                                    | 29 luglio 2017   | 3 ottobre 2017    |
| 19 | The Wonderful Wizard of Quads pt. 1   | Il meraviglioso mago di Gemellandia (1) | 5 agosto 2017    | 5 ottobre 2017    |
| 20 | The Wonderful Wizard of Quads pt. 2   | Il meraviglioso mago di Gemellandia (2) | 5 agosto 2017    | 5 ottobre 2017    |

## Pessime recensioni
I gemelli si mettono all'opera per salvare il "Gets Sporty", cucinando dei piatti. Nicky, essendo il più bravo, si mette all'opera.

## Quattro nuovi gemelli
I gemelli ogni anno fanno una pubblicità con degli pneumatici.

## Un reality casalingo
Prendendo spunto da un reality, i gemelli creano un loro programma sulla loro vita, aiutati da Mae e Dooley.

## Spaventose trasformazioni
I gemelli vanno al campeggio, ma ci saranno alcuni convenienti che faranno credere che Dawn e Dicky siano dei lupi mannari!

## Le bugie hanno le gambe corte e rosa
I gemelli, per vendicarsi di una squadra femminile di calcio, decidono di rubare alla squadra la loro mascotte, un maialino. Ma, a causa di un errore, il maialino sarà il regalo di compleanno per la mamma Anne.

## Dawn-ietta e Joy-meo
Dawn si innamora di un ragazzo, Joy, ma la sua famiglia, i Montagelli, sono nemici degli Harper...

## L'estate più bella di sempre
Dawn e Mae vanno a lavorare in un noto stabilimento balneare, ma Nicky, Ricky e Dicky intralceranno la loro strada.

## Il giorno della Gemellindipendenza
Arriva il Giorno dell'Indipendenza e Dawn vuole comprare degli orecchini.

## Il notiziaro della scuola
I gemelli, Mae ed altri conducono il notiziario della scuola, ma Ricky vuole prendere il posto di Mae.

## Il premio della nonna
I gemelli vengono premiati dalla nonna, ma i loro genitori...

## Lo scherzo di fine anno
I gemelli devono fare lo scherzo di fine anno insieme ai loro compagni.

## #UniciGemelli
I gemelli cercano di raggiungere degli obbiettivi che vengono sempre raggiunti dai gemelli Kramden.

## Spazio per quattro
I gemelli Harper sfidano i Kramden in un campo di prova aerospaziale, che inizialmente era il sogno di Ricky.

## Yoco
Poiché litigano e rompono le cose, Tom e Anne prendono un robot, Yoco, così che controlli i figli.

## Il meraviglioso mago di Gemellandia (prima e seconda parte)
Gli Harper vogliono mettere in atto "Il meraviglioso mago di Oz" e Dawn vorrebbe interpretare Dorothy, ma una rivale cerca di rubarle il posto. Durante le prove, Dawn sbatte la testa, sviene e, priva di conoscenza, nel sogno rivive la storia di Dorothy.